# Джерело «Огруд»
Джерело́ «О́груд» — гідрологічна пам'ятка природи місцевого значення в Україні. Об'єкт розташований на території Подільського району Одеської області, на захід від села Дубинове і на північ від села Слюсареве.
Площа — 0,01 га. Статус отриманий у 1972 році.

## Галерея

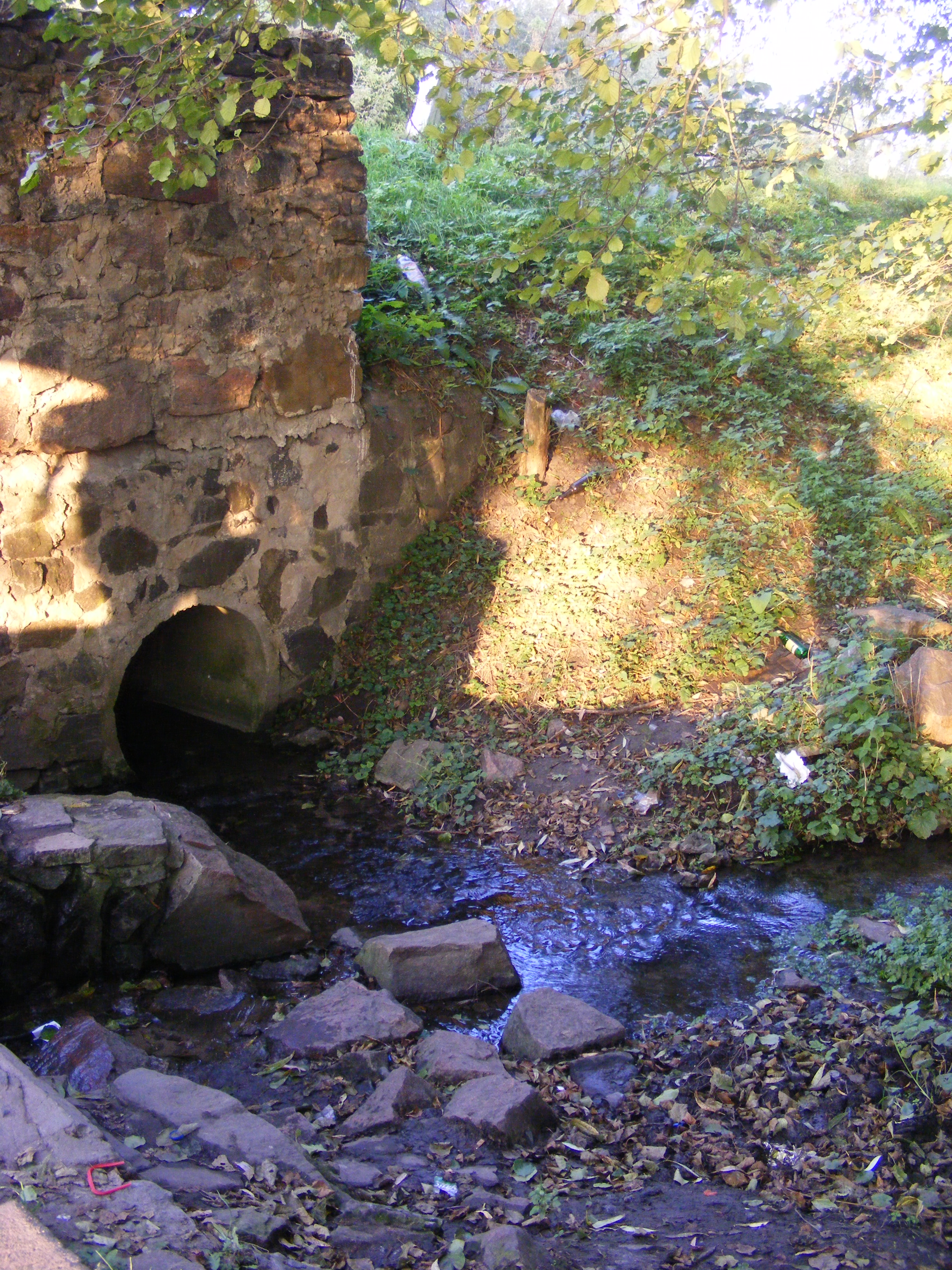
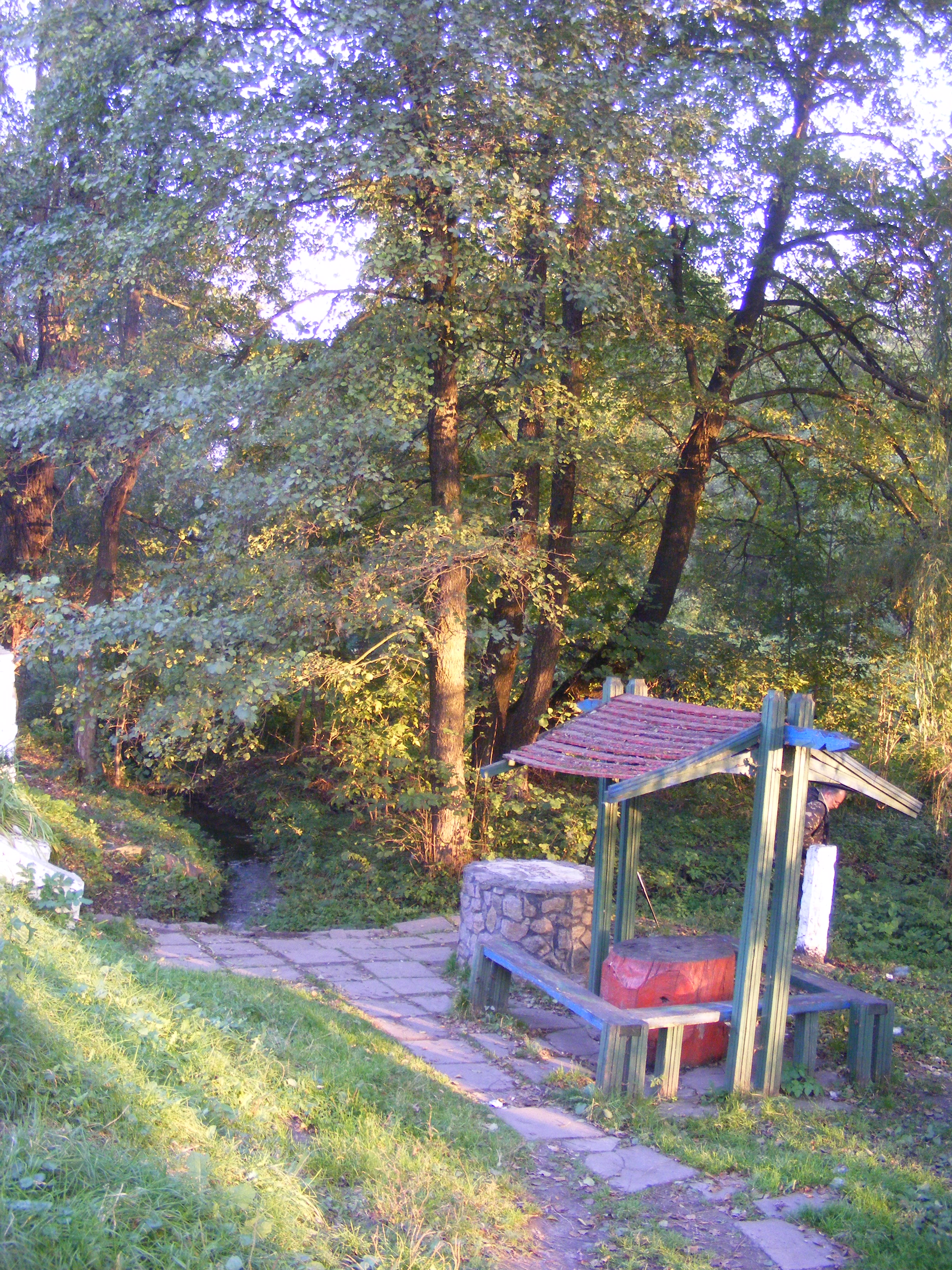
Альтанка біля джерела
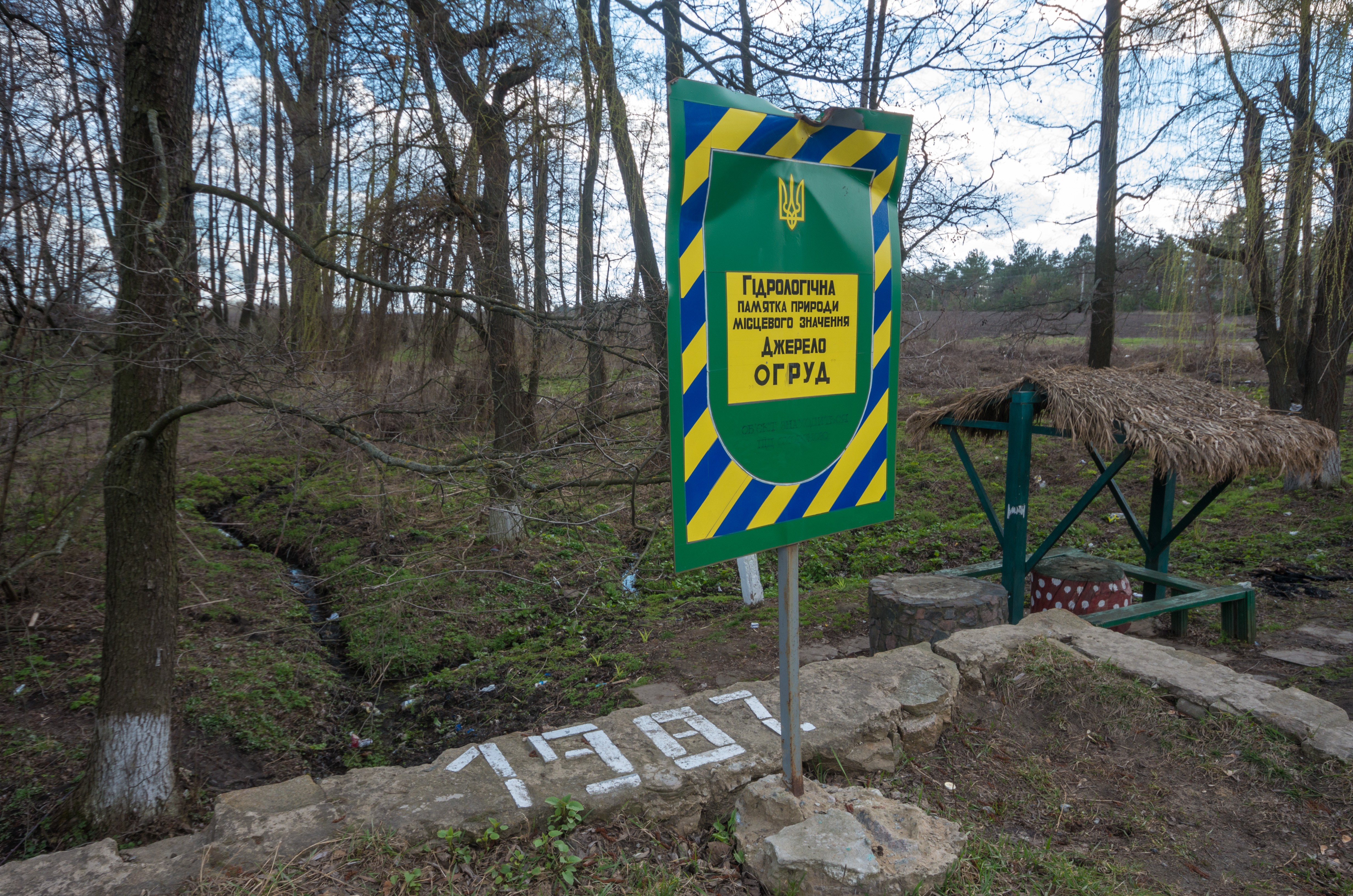
Природоохоронна таблиця